# Hämmerlas
Hämmerlas ist ein Gemeindeteil der Stadt Gefrees im Landkreis Bayreuth (Oberfranken, Bayern). Hämmerlas liegt in der Gemarkung Metzlersreuth.

## Geografie
Die Einöde liegt am Metzlersreuther Bach, einem linken Zufluss der Ölschnitz. Im Osten steigt das Gelände zur Bernleite an. Eine Gemeindeverbindungsstraße führt nach Hermersreuth (0,5 km nordwestlich) bzw. nach Heinersreuth (1,2 km südwestlich).

## Geschichte
Gegen Ende des 18. Jahrhunderts bestand Hämmerlas aus vier Anwesen (2 Halbhöfe, 2 Söldengüter). Die Hochgerichtsbarkeit stand dem bayreuthischen Stadtvogteiamt Berneck zu. Die Dorf- und Gemeindeherrschaft sowie die Grundherrschaft über sämtliche Anwesen hatte das Kastenamt Berneck.
Von 1797 bis 1810 unterstand Hämmerlas dem Justiz- und Kammeramt Gefrees. Infolge des Ersten Gemeindeedikts wurde Hämmerlas dem 1812 gebildeten Steuerdistrikt Berneck und der zugleich entstandenen Ruralgemeinde Metzlersreuth zugewiesen. Im Zuge der Gebietsreform in Bayern wurde Hämmerlas am 1. Januar 1973 nach Gefrees eingemeindet.

### Einwohnerentwicklung
| Jahr      | 001812 | 001819 | 001861 | 001871 | 001885 | 001900 | 001925 | 001950 | 001961 | 001970 | 001987 |
| Einwohner | 23     | 24     | 27     | 32     | 19     | 15     | 19     | 31     | 11     | 11     | 6      |
| Häuser    | 4      |        |        |        | 3      | 3      | 3      | 3      | 2      |        | 2      |
| Quelle    | [ 6 ]  | [ 9 ]  | [ 10 ] | [ 11 ] | [ 12 ] | [ 13 ] | [ 14 ] | [ 15 ] | [ 16 ] | [ 17 ] | [ 1 ]  |

## Religion
Hämmerlas ist nach St. Johannes der Täufer (Gefrees) gepfarrt und evangelisch-lutherisch geprägt.